# Vidas robadas
Vidas robadas è una pluripremiata telenovela argentina del 2008, ideata e scritta da Marcelo Camaño e Guillermo Salmerón e prodotta da Telefe Contenidos, in cui figurano come protagonisti, tra gli altri, gli attori Facundo Arana e Juan Gil Navarro.
Ispirata a una storia vera, la telenovela è stata trasmessa in prima visione dalla rete televisiva argentina Telefe, dal 3 marzo al 29 ottobre 2008 alle ore 22.30. In Italia è in andata in onda (in lingua originale con sottotitoli in italiano), tutti i giorni alle ore 18 (e in replica alle 23 e alle 11), dall'8 luglio al 22 novembre 2011 sul canale tematico di Sky Italia Lady Channel.

## Trama
Vidas robadas narra la soria d'amore tra Bautista Amaya e Ana Monserrat, figlia di un noto imprenditore, Astor Monserrat. Ana è sposata con Nicolas Duarte, con il quale ha anche un figlio, Joaquin, molto affezionato al nonno.
Nello stesso tempo viene rapita una giovane ragazza, Juliana Miguez, figlia di Rosario Soler e Juan Miguez. I genitori non si danno pace e fanno di tutto per riabbracciarla. L'unico testimone della scomparsa della ragazza è fuggito dal Paese per paura di essere ucciso. Bautista indaga sulla morte di un suo caro amico, Mateo Ferro. Indagando trova molte coincidenze con il caso di Juliana e allora, grazie al suo amico Fabio, rintraccia la madre. Juan viene accusato di omicidio e incarcerato. Durante il periodo in carcere Juan viene impiccato, ma si pensa che sia un caso di tentato omicidio.
Ana ha problemi con il suo matrimonio e decide di divorziare. Nicolas lavora per Astor Monserrat, responsabile del traffico di persone umane e della scomparsa di Juliana. Astor ha come braccio destro Dante, che esegue ogni suo comando. Nicolas si occupa di Juliana, fino a provare dei sentimenti per lei. Nicolas e Juliana partono per il Paraguay perché la ragazza è in pericolo.
Bautista e Ana si innamorano perdutamente e cominciano una relazione. Bautista scopre che dietro al traffico di persone si trova Astor e teme di perdere Ana. Rosario nel frattempo apre una fondazione che aiuta le ragazze rapite dal traffico e riesce a liberare molte ragazze che erano state costrette a prostituirsi. Ana comincia a notare dei strani cambiamenti nella sua famiglia e si consola con Bautista. Bautista le rivela che suo padre gestisce un traffico di persone umane e la ragazza rimane senza parole. Si arrabbia con Bautista perché ritiene le sue accuse infondate. Astor piano piano cade in disgrazia perché sta per essere scoperto.

## Accoglienza
Il 28 maggio 2008 Vidas robadas è stata dichiarata di interesse sociale dalla Legislatura della città di Buenos Aires, grazie alla sua trama e ai temi trattati. Gli attori protagonisti Facundo Arana e Soledad Silveyra hanno partecipato all'atto di distinzione.. Inoltre ha ricevuto una distinzione analoga dalla Camera dei Deputati Argentina, che ha dichiarato la suddetta telenovela, di interesse culturale per il suo contributo alla diffusione della difesa dei diritti umani.

## Premi
- Premio Clarín 2008
  - Miglior fiction drama
  - Miglior attore di commedia: Jorge Marrale
  - Miglior attrice di commedia: Soledad Silveyra
  - Rivelazione: Esteban Meloni
  - Rivelazione femminile: Sofia Elliot
  - Miglior Direttore: Miguel Colom

- Premio Martín Fierro 2009
  - Martin Fierro Oro
  - Miglior Telenovela
  - Miglior attore protagonista di novela: Jorge Marrale
  - Miglior attrice protagonista di novela: Soledad Silveyra
  - Miglior attore di reparto in una novela drammatica: Carlos Portaluppi
  - Partecipazione speciale in fiction:  Guillermo Francella
  - Migliori autori: Marcelo Camaño e Guillermo Salmerón
  - Direttore: Miguel Colom

### Nomination
- Premio Martín Fierro 2009
  - Attore di novela: Facundo Arana
  - Attore protagonista di novela: Juan Gil Navarro e Virginia Innocenti
  - Attore di reparto in una novela drammatica: Adrián Navarro
  - Partecipazione speciale in una novela drammatica: Pompeyo Audivert
  - Per la sigla migliore: "Yo renaceré" di David Bolzoni